# Southern Airways Express
Southern Airways Express es una aerolínea regional que opera en los Estados Unidos con sede en Palm Beach, Florida. Southern Airways actúa como una aerolínea de servicio local para docenas de ciudades en todas las zonas horarias de los Estados Unidos. Aproximadamente un tercio de sus rutas están subsidiadas a través del Programa de Servicio Aéreo Esencial del Departamento de Transporte de los Estados Unidos.
En sus regiones del Golfo, Nueva Inglaterra y Hawai, Southern opera desde terminales ejecutivas en los aeropuertos principales, lo que significa que los pasajeros no están obligados a registrarse en las principales terminales de pasajeros, ni deben pasar por la seguridad de la Administración de Seguridad en el Transporte (TSA). poner en pantalla. En el Atlántico medio del sur, las Montañas Rocosas y las huellas de California, los pasajeros se embarcan y desembarcan a través de las terminales de seguridad primaria (TSA). En junio de 2018, Southern se convirtió en socio interlínea de American Airlines, lo que permite la emisión de billetes únicos y transferencias de equipaje entre Southern y American. Más tarde, Southern agregó asociaciones interlíneas con Alaska Airlines y United Airlines.

## Historia

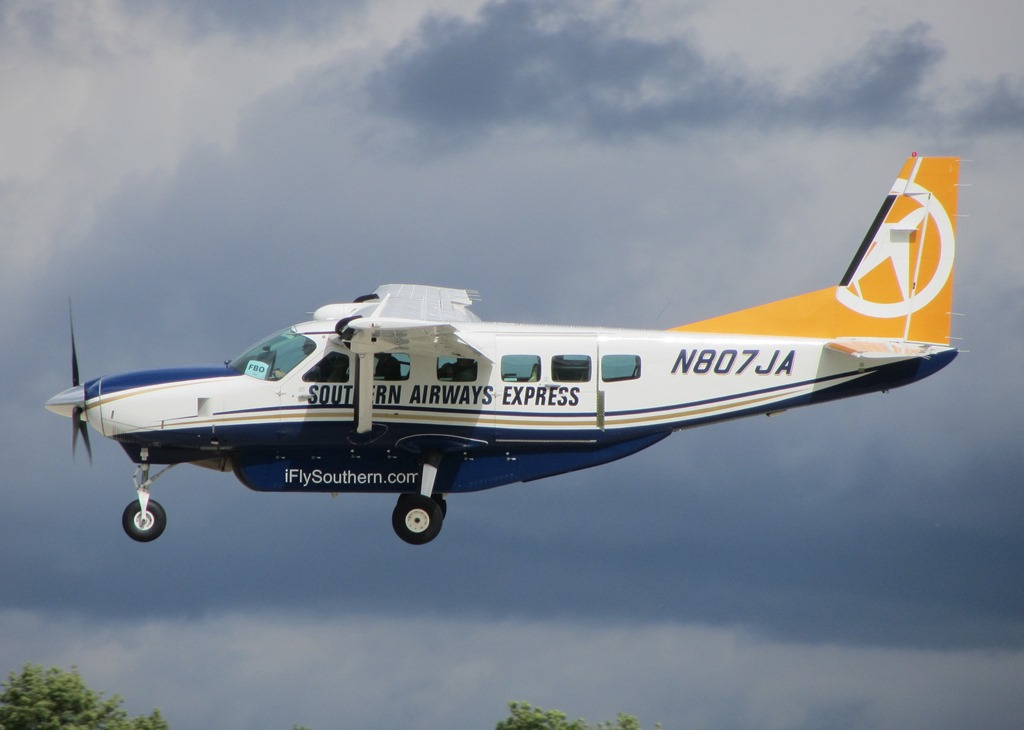
Cessna Caravan con la librea de Southern Airways Express

Southern Airways Express fue fundada en 2013 por Stan Little, un abogado litigante en Hernando, Mississippi . Little era dueño de un Golden Eagle 421 que nunca fue utilizado por la aerolínea, aunque su piloto privado, Scott Honnoll, hizo la transición a la aerolínea y ascendió al puesto de asistente de piloto en jefe antes de regresar a la aviación general en noviembre de 2015. La financiación inicial de Southern estaba asegurada. por un grupo de inversores desconocidos, muchos de los cuales se cree que están relacionados con la Universidad de Misisipi, la alma mater de Little y cofundador Keith Sisson.
La aerolínea inició sus operaciones en junio de 2013, con su primer vuelo desde el Aeropuerto de Olive Branch cerca de Memphis, Tennessee, al Aeropuerto Ejecutivo de Destin. Los primeros destinos incluyen el Aeropuerto de la Universidad de Oxford, Aeropuerto Internacional de Birmingham-Shuttlesworth, Aeropuerto Lakefront, y Aeropuerto Internacional de Northwest Florida Beaches. Debido a que los vuelos son charters públicos, la aerolínea no utilizó originalmente las terminales de la TSA. Durante el primer año, la aerolínea se ejecutó de manera experimental, operando diferentes rutas para probar la demanda.
En su primer año, Southern operó como un proveedor de vuelos chárter regulares DOT Part 380, y los vuelos fueron operados por Executive Express Aviation de Sugar Grove, Ill. En marzo de 2014, Southern realizó su primera adquisición, adquiriendo Executive Express y su certificado de chárter FAA, conservando todos sus empleados en el proceso. (Executive Express Aviation se vendió más tarde a FLOAT Shuttle en 2019 por una suma no revelada, cuando todos los vuelos operados por Southern se consolidaron en su certificado principal).
En el otoño de 2015, Southern Airways comenzó a operar sus primeros vuelos de Essential Air Service en nombre de SeaPort Airlines, pero suspendió ese servicio cuando Seaport Airlines se declaró en quiebra en enero de 2016. Un año después, Southern Airways obtuvo las antiguas rutas de Seaport a Arkansas.  Aeropuerto del Condado de Boone, Aeropuerto de Hot Springs Memorial Field y Aeropuerto Regional del Sur de Arkansas, y abordajes han crecido notablemente en las tres ciudades en los años posteriores.
El 7 de marzo de 2016, Southern anunció su segunda adquisición, Sun Air Express, con sede en Fort Lauderdale. Sun Air voló múltiples rutas EAS en la región del Atlántico medio, fortaleciendo inmediatamente la presencia de Southern en el programa federal. La aerolínea retiró todos los viejos aviones Piper Aircraft de Sun Air a favor del Cessna Caravan más nuevo, propulsado por turbinas , y retiró el nombre de Sun Air del uso en el servicio programado. Tras la adquisición de Sun, la sede operativa de Southern Airways se trasladó de Memphis a Pompano Beach, Florida.
En febrero de 2019, Southern Airways adquirió Mokulele Airlines, su tercera aerolínea en cinco años. La aerolínea de pasajeros con sede en Hawái también voló el Cessna Caravan, lo que lo convirtió en un objetivo lógico para Southern. Desde la adquisición, Southern ha trabajado para retener y fortalecer la marca Mokulele en las islas hawaianas y ahora sirve a 10 aeropuertos en el estado. Es la aerolínea interinsular más grande por salidas diarias. Southern anunció recientemente su intención de llevar aviones de 19 asientos a su presencia en Hawái para agregarlos a sus 14 caravanas que operan en el estado. Además, Southern / Mokulele se ha asociado con AmpAire, con sede en California, para llevar aviones híbridos eléctricos a Hawái. Los vuelos de prueba iniciales tuvieron lugar en diciembre de 2020.
También en 2019, Southern Airways lanzó operaciones en Nueva Inglaterra con un servicio inicial a Nantucket, MA, Boston / Norwood, MA y Providence, RI. El 28 de septiembre de 2020, se anunció New Bedford, MA como el cuarto destino en la región, y el segundo aeropuerto metro-Boston de Southern, Hanscom Field, se agregó en 2021. Southern también anunció un servicio estacional semanal desde Lancaster, PA a Nantucket a partir de 2021.
Poco después de que la pandemia de Covid provocara una cuarentena obligatoria entre islas en Hawái, Southern / Mokulele anunció su cuarta adquisición: Makani Kai Air, con sede en Honolulu , una división de Schuman Aviation. El CEO Richard Schuman se unió a Mokulele como su vicepresidente ejecutivo para Hawái, y la aeronave Makani Kai comenzó la transición a la librea de Mokulele. En mayo de 2021, Southern / Mokulele operaba 220 salidas en días pico en todo el sistema, con aproximadamente 120 de ellas en Hawái.
En junio de 2021, cambió su centro de operaciones del sur costa este desde el Aeropuerto Internacional de Baltimore-Washington a Aeropuerto Internacional de Washington-Dulles, en el que ofrece el tercer mayor número de destinos diarias detrás de United Airlines y Delta Air Lines.

## Destinos
| Ciudad              | Aeropuerto                                    | Código IATA | Destinos                                                  | Nota                                                          |
| ------------------- | --------------------------------------------- | ----------- | --------------------------------------------------------- | ------------------------------------------------------------- |
| Arkansas            |                                               |             |                                                           |                                                               |
| El Dorado           | Aeropuerto Regional del Sur de Arkansas       | ELD         | Dallas/Fort Woth                                          | EAS Community                                                 |
| El Dorado           | Aeropuerto Regional del Sur de Arkansas       | ELD         | Hot Springs                                               | EAS Community                                                 |
| El Dorado           | Aeropuerto Regional del Sur de Arkansas       | ELD         | Memphis                                                   | EAS Community                                                 |
| Harrison            | Aeropuerto del Condado de Boone               | HRO         | Dallas/Fort Woth                                          | EAS Community                                                 |
| Harrison            | Aeropuerto del Condado de Boone               | HRO         | Hot Springs                                               | EAS Community                                                 |
| Harrison            | Aeropuerto del Condado de Boone               | HRO         | Memphis                                                   | EAS Community                                                 |
| Hot Springs         | Aeropuerto de Memorial Field                  | HOT         | Dallas/Fort Woth                                          | EAS Community                                                 |
| Hot Springs         | Aeropuerto de Memorial Field                  | HOT         | El Dorado                                                 | EAS Community                                                 |
| Hot Springs         | Aeropuerto de Memorial Field                  | HOT         | Harrison                                                  | EAS Community                                                 |
| Hot Springs         | Aeropuerto de Memorial Field                  | HOT         | Memphis                                                   | EAS Community                                                 |
| California          |                                               |             |                                                           |                                                               |
| Imperial            | Aeropuerto del Condado de Imperial            | IPL         | Los Ángeles                                               | EAS Community                                                 |
| Los Ángeles         | Aeropuerto Internacional de Los Ángeles       | LAX         | Imperial                                                  | Hub                                                           |
| Colorado            |                                               |             |                                                           |                                                               |
| Denver              | Aeropuerto Internacional de Denver            | DEN         | Chadron                                                   |                                                               |
| Florida             |                                               |             |                                                           |                                                               |
| Destin              | Aeropuerto Ejecutivo de Destin                | DSI         | Memphis                                                   | Solo servicio de fin de semana                                |
| Destin              | Aeropuerto Ejecutivo de Destin                | DSI         | Tampa                                                     | Solo servicio de fin de semana                                |
| Tampa               | Aeropuerto Internacional de Tampa             | TPA         | Destin                                                    | Servicio de fin de semana solo para Destin                    |
| Tampa               | Aeropuerto Internacional de Tampa             | TPA         | West Palm Beach (Reanudó a partir del 14 de marzo de 2022 | Servicio de fin de semana solo para Destin                    |
| West Palm Beach     | Aeropuerto Internacional de Palm Beach        | PBI         | Tampa (Reanudó a partir del 14 de marzo de 2022           |                                                               |
| Massachusetts       |                                               |             |                                                           |                                                               |
| New Bedford         | Aeropuerto Regional de New Bedford            | EWB         | Nantucket                                                 |                                                               |
| Boston/Hanscom      | Hanscom Field                                 | BED         | Nantucket                                                 |                                                               |
| Boston Harbor       |                                               |             | Manhtattan                                                | Nuevo servicio de hidroavión operado por Tailwind Air Service |
| Nantucket           | Aeropuerto Memorial de Nantucket              | ACK         | Boston/Hanscom                                            | Hub                                                           |
| Nantucket           | Aeropuerto Memorial de Nantucket              | ACK         | Lancaster                                                 | Hub                                                           |
| Nantucket           | Aeropuerto Memorial de Nantucket              | ACK         | New Bedford                                               | Hub                                                           |
| Nantucket           | Aeropuerto Memorial de Nantucket              | ACK         | Nordwood                                                  | Hub                                                           |
| Nantucket           | Aeropuerto Memorial de Nantucket              | ACK         | Providence                                                | Hub                                                           |
| Norwood             | Aeropuerto Memorial de Norwood                | OWD         | Nantucket                                                 |                                                               |
| Nebraska            |                                               |             |                                                           |                                                               |
| Chadron             | Aeropuerto Municipal de Chadron               | CDR         | Denver                                                    | EAS Community                                                 |
| Nueva York          |                                               |             |                                                           |                                                               |
| Manhattan           | Base de hidroaviones Skyports de Nueva York   | NYS         | East Hampton                                              | Operado por Tailwind Air Service                              |
| Manhattan           | Base de hidroaviones Skyports de Nueva York   | NYS         | Montauk                                                   | Operado por Tailwind Air Service                              |
| Manhattan           | Base de hidroaviones Skyports de Nueva York   | NYS         | Shelter Island                                            | Operado por Tailwind Air Service                              |
| East Hampton        | Aeropuerto de East Hampton                    | HTO         | Manhattan                                                 | Operado por Tailwind Air Service                              |
| Montauk             | Aeropuerto de Montauk                         | MTP         | Manhattan                                                 | Operado por Tailwind Air Service                              |
| Shelter Island      | Klenawicus Airfield                           | NY03        | Manhattan                                                 | Operado por Tailwind Air Service                              |
| Pensilvania         |                                               |             |                                                           |                                                               |
| Bradford            | Aeropuerto Regional de Bradford               | BFD         | Pittsburgh                                                | EAS Community                                                 |
| Bradford            | Aeropuerto Regional de Bradford               | BFD         | Washington-Dulles                                         | EAS Community                                                 |
| DuBois              | Aeropuerto Regional de DuBois                 | DUJ         | Pittsburgh                                                | EAS Community                                                 |
| DuBois              | Aeropuerto Regional de DuBois                 | DUJ         | Washington-Dulles                                         | EAS Community                                                 |
| Lancaster           | Aeropuerto de Lancaster (Pensilvania)         | LNS         | Nantucket                                                 | EAS Community                                                 |
| Lancaster           | Aeropuerto de Lancaster (Pensilvania)         | LNS         | Pittsburgh                                                | EAS Community                                                 |
| Lancaster           | Aeropuerto de Lancaster (Pensilvania)         | LNS         | Washington-Dulles                                         | EAS Community                                                 |
| Pittsburgh          | Aeropuerto Internacional de Pittsburgh        | PIT         | Bradford                                                  | Hub                                                           |
| Pittsburgh          | Aeropuerto Internacional de Pittsburgh        | PIT         | DuBois                                                    | Hub                                                           |
| Pittsburgh          | Aeropuerto Internacional de Pittsburgh        | PIT         | Lancaster                                                 | Hub                                                           |
| Pittsburgh          | Aeropuerto Internacional de Pittsburgh        | PIT         | Morgantown                                                | Hub                                                           |
| Rhode Island        |                                               |             |                                                           |                                                               |
| Providence          | Aeropuerto T. F. Green                        | PVD         | Nantucket                                                 |                                                               |
| Tennessee           |                                               |             |                                                           |                                                               |
| Memphis             | Memphis International Airport                 | MEM         | Destin                                                    | Hub \| Servicio de fin de semana solo para Destin             |
| Memphis             | Memphis International Airport                 | MEM         | El Dorado                                                 | Hub \| Servicio de fin de semana solo para Destin             |
| Memphis             | Memphis International Airport                 | MEM         | Harrison                                                  | Hub \| Servicio de fin de semana solo para Destin             |
| Memphis             | Memphis International Airport                 | MEM         | Hot Springs                                               | Hub \| Servicio de fin de semana solo para Destin             |
| Texas               |                                               |             |                                                           |                                                               |
| Dallas/Ft. Worth    | Aeropuerto Internacional de Dallas-Fort Worth | DFW         | El Dorado                                                 | Hub                                                           |
| Dallas/Ft. Worth    | Aeropuerto Internacional de Dallas-Fort Worth | DFW         | Harrison/Branson                                          | Hub                                                           |
| Dallas/Ft. Worth    | Aeropuerto Internacional de Dallas-Fort Worth | DFW         | Hot Springs                                               | Hub                                                           |
| Virginia            |                                               |             |                                                           |                                                               |
| Washington D. C.    | Aeropuerto Internacional de Washington-Dulles | IAD         | Bradford                                                  | Hub                                                           |
| Washington D. C.    | Aeropuerto Internacional de Washington-Dulles | IAD         | DuBois                                                    | Hub                                                           |
| Washington D. C.    | Aeropuerto Internacional de Washington-Dulles | IAD         | Lancaster                                                 | Hub                                                           |
| Washington D. C.    | Aeropuerto Internacional de Washington-Dulles | IAD         | Morgantown                                                | Hub                                                           |
| Virginia Occidental |                                               |             |                                                           |                                                               |
| Morgantown          | Aeropuerto Municipal de Morgantown            | MGW         | Pittsburgh                                                | EAS Community                                                 |
| Morgantown          | Aeropuerto Municipal de Morgantown            | MGW         | Washington-Dulles                                         | EAS Community                                                 |

### Acuerdo de código compartido para hidroaviones
A principios de 2020, Southern Airways Express se convirtió en socio de código compartido de Tailwind Air Service. Southern comercializa y vende los vuelos bajo su código 9X tanto en su sistema de reservaciones como en los Sistemas de Distribución Global. Tailwind Air Service, un operador de hidroaviones chárter y de pasajeros regulares, es el operador de los vuelos.

### Acuerdos de interlínea
Southern Airways Express tiene acuerdos interlíneas con American Airlines, United Airlines y Alaska Airlines, que ofrecen a los pasajeros la emisión de billetes y las transferencias de equipaje.

### CampusConnection
Southern ofrece un descuento adicional en colegios / universidades seleccionados que participan en el programa Campus Connection para estudiantes, profesores y padres.

## Flota
La flota de Southern Airways consta de las siguientes aeronaves:
| Tipo                    | Aeronave | Órdenes | Pasajeros | Notas                            |
| ----------------------- | -------- | ------- | --------- | -------------------------------- |
| Beechcraft 1900C        | 1        | -       | 9         | 19 pas, una vez aprobado         |
| Beechcraft King Air 200 | 2        | -       | 9         |                                  |
| Cessna 208 Caravan      | 31       | –       | 9         | Combinación de modelos A, B y EX |
| Cessna Citation II      | 1        | –       | 6 - 8     | Chárter                          |
| Regent Seaglider        | -        | 20      | ASA       | Ekranoplano eléctrico            |
| Saab 340B               | 2        | –       | 30        | Para la base de Hawáii           |
| Tecnam P2012            | -        | 2       | 9         |                                  |
| Total                   | 37       | 22      |           |                                  |

## Jets privados de Southern
Southern tiene una subsidiaria, Southern Private Jets, que brinda servicios chárter bajo demanda utilizando un solo Cessna Citation II.